# مرتضی غلام‌پور
مرتضی غلام‌پور (زادهٔ ۱۳۶۷- مشهد - درگذشتۀ ۱۷ آذر۱۳۹۶) کوهنورد ایرانی بود که در ۳۱ مرداد ۱۳۹۵ با صعود به قلهٔ پوبدا موفق به تکمیل صعودهای پنجگانه منطقهٔ شوروی پیشین شد و نشان پلنگ برفی را دریافت کرد.

## حادثه و مرگ
تیمی چهارده نفره متشکل از اعضاء دو باشگاه کوهنوردی «آزادگان» و «پلنگ برفی» مشهد در تاریخ ۱۴ آذر ۱۳۹۶ عازم صعود به قلهٔ کل‌جنو از قله‌های فنی اشترانکوه شدند. سرپرستی این تیم را مرتضی بر عهده داشت. پس از صعود قله و در مسیر بازگشت در درۀ دایی به علت سقوط بهمن دچار حادثه می‌شوند. مرتضی جزو افرادی است که در زیر بهمن مدفون می‌شود و در همان ساعات اولیه جستجو جنازه‌اش پیدا شد.